# Mimosa loxensis
Mimosa loxensis là một loài rau đậu thuộc họ Fabaceae.
Loài này chỉ có ở Ecuador.
Môi trường sống tự nhiên của chúng là vùng cây bụi khô khu vực nhiệt đới hoặc cận nhiệt đới.